# Bagua (província)
Bagua é uma província do Peru localizada na região de  Amazonas. Sua capital é a cidade de Bagua.

## Distritos da província
- Aramango[2]
- Bagua[3]
- Copallin[4]
- El Parco
- Imaza
- La Peca